# Хабибуллаев, Зухур Нурджанович
Зухур Нурджанович Хабибуллаев (тадж. Ҳабибуллоев Зуҳур Нурҷонович; 4 января 1932, Сталинабад, Таджикская ССР — 8 апреля 2013, Душанбе, Таджикистан) — таджикский живописец, заслуженный деятель искусств Таджикской ССР (1967), Народный художник Таджикской ССР (1987).

## Биография
Учился в 1953—1959 годах в Ленинградском высшем художественно-промышленном училище им. В. И. Мухиной. В 1959—1962 преподавал в Республиканском художественном училище в Душанбе. Его творчество повлияло на особенности таджикской живописи 1960-х годов. Специализировался на пейзажах, портретах и тематических картинах — «Гостиница Нурек», 1962; «Памирский натюрморт», 1964; «Бахор», 1967; «Жажда», 1972 — полотна хранятся в Республиканском объединённом историко-краеведческом и изобразительных искусств музее им. Бехзада, Душанбе.
Умер в 2013 году в городе Душанбе.